# Jalalabad
Jalalabad este un oraș din Afganistan.